# Damien Wilkins
Damien Lamont Wilkins (* 19. Januar 1980 in Washington, North Carolina) ist ein US-amerikanischer Basketballspieler, der aktuell bei den Indiana Pacers in der NBA unter Vertrag steht. Er ist der Sohn des früheren NBA-Spielers Gerald Wilkins.

## Karriere
Wilkins begann seine Collegekarriere an der North Carolina State University, wo er von 1999 bis 2001 spielte. In North Carolina wurde er viel gelobt, insbesondere außerhalb des Spielfelds. Er wurde als „unassuming, considerate, and gentle“ („bescheiden, rücksichtsvoll und sanft“) beschrieben und für sein diszipliniertes Verhalten unter anderem im Training gelobt. In Georgia wurde er schnell zu einem wichtigen Spieler, erzielte in seiner letzten Collegesaison 12,6 Punkte in ca. 35 Minuten pro Spiel, womit er sich im Vergleich zur letzten Saison steigerte. Er nahm beim anschließenden Draft zwar nicht teil, wurde allerdings im Laufe der Saison 2004 von den Seattle SuperSonics als ein Free Agent aufgenommen. Dort blieb er fünf Jahre lang, auch beim Umzug nach Oklahoma City. Er konnte in seiner besten Saison dort, in der Saison 2007/08, durchschnittlich 9,4 Punkte in 24,3 Minuten pro Spiel vorweisen.
Am 27. Juli 2009 wurde er im Austausch für Etan Thomas gemeinsam mit Chucky Atkins zu den Minnesota Timberwolves getradet. Er bekam wieder etwas mehr Spielzeit und erzielte im Durchschnitt 5,6 Punkte pro Spiel. Nach einer Saison in Minnesota wurde er am 3. Dezember 2010 von den Atlanta Hawks als Ersatz für den damals verletzten Joe Johnson unter Vertrag genommen. Am 28. Januar wurde er dann für den Rest der Saison verpflichtet.
Am 10. Dezember 2011 gaben die Detroit Pistons seinen Wechsel nach Detroit bekannt. 2012 wechselte Wilkins zu den Philadelphia 76ers, bei denen er für eine Saison blieb. Nach mehreren Stationen außerhalb der USA (u. a. in Puerto Rico und China) und bei Teams in der G-League, kehrte Wilkins 2017 mit seinem Wechsel zu den Indiana Pacers nach vier Jahren in die NBA zurück.